# 大杉亜依里
大杉 亜依里（おおすぎ あいり、1989年5月18日 - ）は、神奈川県出身の女性タレント、女優、ファッションモデル。ミステリーハンター。株式会社ヴライに所属していた。

## 略歴
- 2009年8月、「エリートモデルルック2009」芸能部門グランプリ受賞。
- 2010年3月、ファッション雑誌『an・an』「アンアン40thモデル」オーディション準グランプリ。
- 2010年4月、日テレジェニック2010候補生に選ばれる（美脚賞）。
- 2010年9月、ミスヤングチャンピオン2010「烈グランプリ」受賞（牧野結莉亜、篠原冴美と同時受賞）。

## 人物
- 趣味はサッカー観戦、マンチェスター・ユナイテッドの大ファン。

- 特技はマラソン2013年3月、特技のランニングを生かして、「TGC」公式ランニングプロジェクト「TOKYO GIRLS RUN（＝TGR）」の第2期生に選ばれた。2015年の東京マラソンでは3時間43分14秒で完走している[1]。
- 2019年12月3日に1歳年下の一般男性と結婚した[2]。この男性はチェルシーファンである[3]。

## 作品

### 映像作品
- ミスヤングチャンピオン2010烈グランプリ 大杉亜依里（2010年10月8日、イーネット・フロンティア） - EAN 4571369475403。

## 出演

### テレビドラマ
- 曲げられない女 第6話（2010年2月17日、日本テレビ）
- 美丘-君がいた日々- 第1話（2010年7月10日、日本テレビ）
- 美咲ナンバーワン!!（2011年、日本テレビ） - キャバクラ嬢 役
- リバウンド（2011年、日本テレビ） - 谷本 役
- 下流の宴 第1話（2011年、NHK） - 女子大生 役
- 家政婦のミタ 第8話（2011年11月30日、日本テレビ） - 看護師 役
- ダーティ・ママ! 第1話（2012年1月11日、日本テレビ） - 受付嬢 役
- 世にも奇妙な物語 2012年 春の特別編「スウィート・メモリー」（2012年4月21日、フジテレビ） - アシスタント 役

### その他のテレビ番組
- アイドルの穴〜日テレジェニックを探せ!〜 第1-10回（2010年、日本テレビ）
- 全力坂（2010年7月12,20日、テレビ朝日）
- 世界一受けたい授業（2011年1月15日、日本テレビ）
- 音龍門（2011年1月17,31日、日本テレビ） - 朗読少女
- UEFA Champions League Highlight（2012年、スカチャン） - アシスタント
- UEFA CL/EL開幕前夜一夜漬けSP (2013年9月、スカチャン) - リポータ
- UEFA Champions League Magazine (2014年、BSスカパー!) - コーナー「決勝の地リスボン紀行」担当
- 日立世界ふしぎ発見！（2015年、TBS）-　ミステリーハンター
  1. 2015/06/06 第1358回『アンデスからアマゾンへ！　ボリビア　天空と密林の奇跡』
  2. 2015/10/24 第1373回『トルコ　カッパドキア 奇岩の地下都市に隠された鉄と黄金の謎』
  3. 2015/12/12 第1379回『宇宙ふしぎ発見！』
  4. 2016/04/23 第1392回『奇跡の瞬間！砂漠に生まれた極限絶景』
  5. 2016/06/18 第1399回『感動ルートを大疾走！レンソイス 白と青の奇跡の砂丘』
  6. 2016/12/03 第1417回『まもなく開宴！栄光のノーベル賞物語』
  7. 2016/12/17 第1419回『地下洞窟の星空 輝く！ニュージーランド』
  8. 2017/2/18 第1425回『オーストラリア真夏のキャンプ大冒険！ 世界初公開の遺跡を追う！』
  9. 2017/5/13 第1432回『WILD UGANDA ナイルが生んだ野生の王国』
  10. 2017/10/28 第1451回『マチュピチュからナスカまで！ インカ道 走って！歩いて！飛んでみた！』
  11. 2018/3/17 第1469回『甦る楽園コロンビア 幻の天空都市と黄金文化の末裔たち』
  12. 2018/6/23 第1478回『自分の道をふみしめて 日本初の考古学者・水戸光圀の謎』
  13. 2018/8/18 第1485回『康次郎×万次郎 いざ！小笠原諸島へ！海洋冒険クルーズ』
  14. 2018/12/15 第1498回『クロアチア モンテネグロ 謎のJAPAN村の正体』
  15. 2019/12/14 第1537回『トルコ・天空のピラミッド 巨大地下都市に隠された 鉄の帝国』

- コパアメリカ ハイライト!（2015年、スカチャン） - アシスタント
- 無料放送！コパアメリカチャンネル開局特番！！ 2016年、スカパー） - アシスタント兼ナビゲーター

### 舞台
- コロブチカ「2」『sweet motion』（2011年6月28日 - 7月3日、於：SPACE雑遊）
- 悩殺ハムレット（2011年9月-10月、企画製作：柿喰う客）

### CM
- 三ツ矢サイダー海の家（2010年7月、テレビ朝日限定） - 「ミスヤングチャンピオン」ファイナリスト
- 小林製薬 ヒガサンヌ（2011年）

## 書籍

### 雑誌
- an・an（2010年）
- ヤングチャンピオン
- 月刊ランナーズ　2015年年間表紙モデル